# Otto Liebe

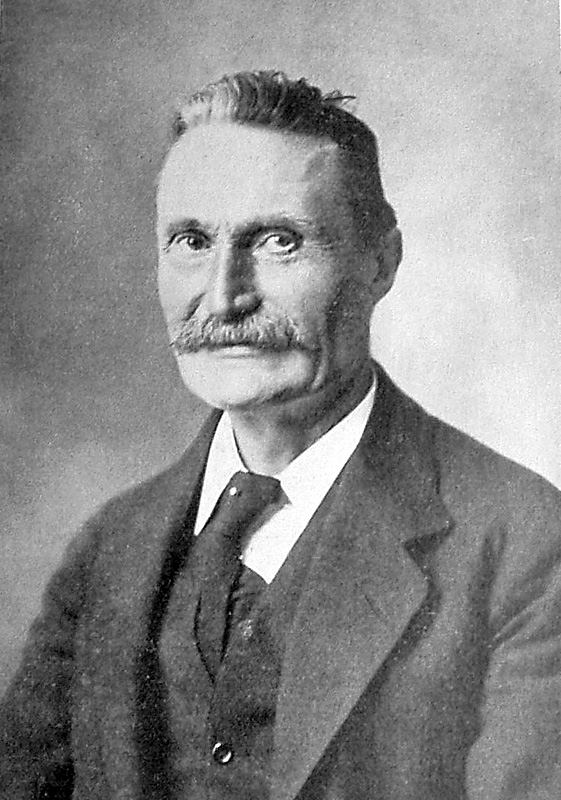
Otto Liebe.

Carl Julius Otto Liebe (Kopenhagen, 24 mei 1860 - aldaar, 21 maart 1940) was een Deens politicus en eerste minister.

## Levensloop
Otto Liebe was de zoon van de prominente Deense politicus Carl Christian Vilhelm Liebe. Hij behaalde een diploma in de rechten aan de Universiteit van Kopenhagen en werd advocaat aan het Hooggerechtshof. Hij werd de eigenaar van een van de bekendste en grootste advocatenkantoren in Denemarken en kon onder zijn cliënteel ook het Deense koningshuis rekenen. Van 1910 tot 1919 was hij de voorzitter van de Deense Vereniging van Advocaten.
In de zogenaamde Paascrisis van 1920 liepen de gemoederen hoog op tussen koning Christiaan X en de regering. De koning was niet tevreden over de hoeveelheid land dat Denemarken na het Referendum in Sleeswijk had teruggekregen en premier Carl Theodor Zahle nam na een hevige discussie met hem ontslag. De koning ontsloeg daarna de overige ministers en benoemde op 29 maart 1920, zonder toestemming van de Folketing, Liebe tot eerste minister en minister van Justitie, met de opdracht om zo snel mogelijk verkiezingen uit te schrijven. Hij vormde een conservatief georiënteerd kabinet dat niet uit verkozen politici bestond. Al snel merkte zijn regering dat het de explosieve situatie in Denemarken niet meer onder controle had. De koning kreeg het verwijt dat hij de grondwet had overtreden en er werd met een algemene staking gedreigd. De koning raakte ongerust en ontsloeg op Paaszondag, op 4 april 1920, het kabinet van Liebe. Zijn premierschap, dat slechts vijf dagen duurde, was het kortste ooit in de Deense geschiedenis. Voortaan hield hij zich buiten de politiek.